# Chalap
Chalap hay shalap hoặc chalob (tiếng Kyrgyz: чалап, phát âm [tʃɑlɑp]; tiếng Uzbek: chalob, phát âm [tʃɑlob]; tiếng Kazakh: шалап, đã Latinh hoá: shalap, phát âm [ɕɑlɑp]), hay còn được gọi là Tan (tiếng Kyrgyz: Тан, [tɑn]) bởi Enesay (tiếng Kyrgyz: Энесай), là thức uống phổ biến ở Kyrgyzstan và Kazakhstan. Nguyên liệu gồm qatiq hoặc suzma, muối, và thời nay, người ta thêm nước bão hòa carbon. Công ty giải khát Shoro tiếp thị chalap là "Chalap Shoro" (tiếng Kyrgyz: Чалап Шоро).
Ở Uzbekistan, nó là một phần của văn hóa nông thôn bắt nguồn từ truyền thống du mục. Trong ẩm thực Uzbekistan, nó bao gồm các loại rau, khiến người ta liên tưởng rằng nó giống như một món súp lạnh.